# Fantasio Piccoli
Fantasio Piccoli (Milano, 24 marzo 1917 – Milano, 27 ottobre 1981) è stato un regista teatrale italiano.

## Biografia
Fantasio Piccoli nacque a Milano nel 1917, figlio dello scrittore e critico letterario Valentino Piccoli (1892-1938) e della scrittrice Pia Addoli (1893-1958); era pronipote di Pasquale Stanislao Mancini e di Laura Beatrice Oliva, nonché nipote di Flora Piccoli Mancini. Fu fratello del pittore Augusto, detto Bobo (1927-1981), di Flora, docente di lettere a Milano, e di Laura (1920-2010), giornalista. Si laureò in giurisprudenza. Ufficiale di artiglieria, fu ferito a Tobruk nel 1941; nel 1943, venne fatto prigioniero, ma riuscì a fuggire e ad entrare nella Resistenza. 
Nel 1947 fondò il Carrozzone, compagnia itinerante di prosa formata da giovanissimi attori, tra i quali Romolo Valli, Valentina Fortunato, Adriana Asti, Aldo Trionfo, Mariangela Melato e tanti altri destinati a divenire i grandi interpreti teatrali degli anni a venire. Scopo fondamentale del Carrozzone era portare nella martoriata provincia italiana i grandi classici del teatro di tutti i tempi, confidando nella forza della cultura e soprattutto della parola quale rivincita nei confronti del male della guerra e della distruzione.
Nel 1950 fondò il Teatro Stabile di Bolzano, che diresse fino al 1966. Dal 1968 al 1975 diresse il Teatro San Babila di Milano, con Ernesto Calindri. Nella stagione 1975-76 diresse la Compagnia delle Quattro Stagioni, con Raf Vallone e Germana Paolieri. Dal 1977 collaborò come critico teatrale con il settimanale Oggi e svolse un'intensa attività letteraria e di formazione per giovani attori. Si spense improvvisamente a Milano nel 1981, poche settimane dopo la morte del fratello minore Bobo.

## Le regie teatrali

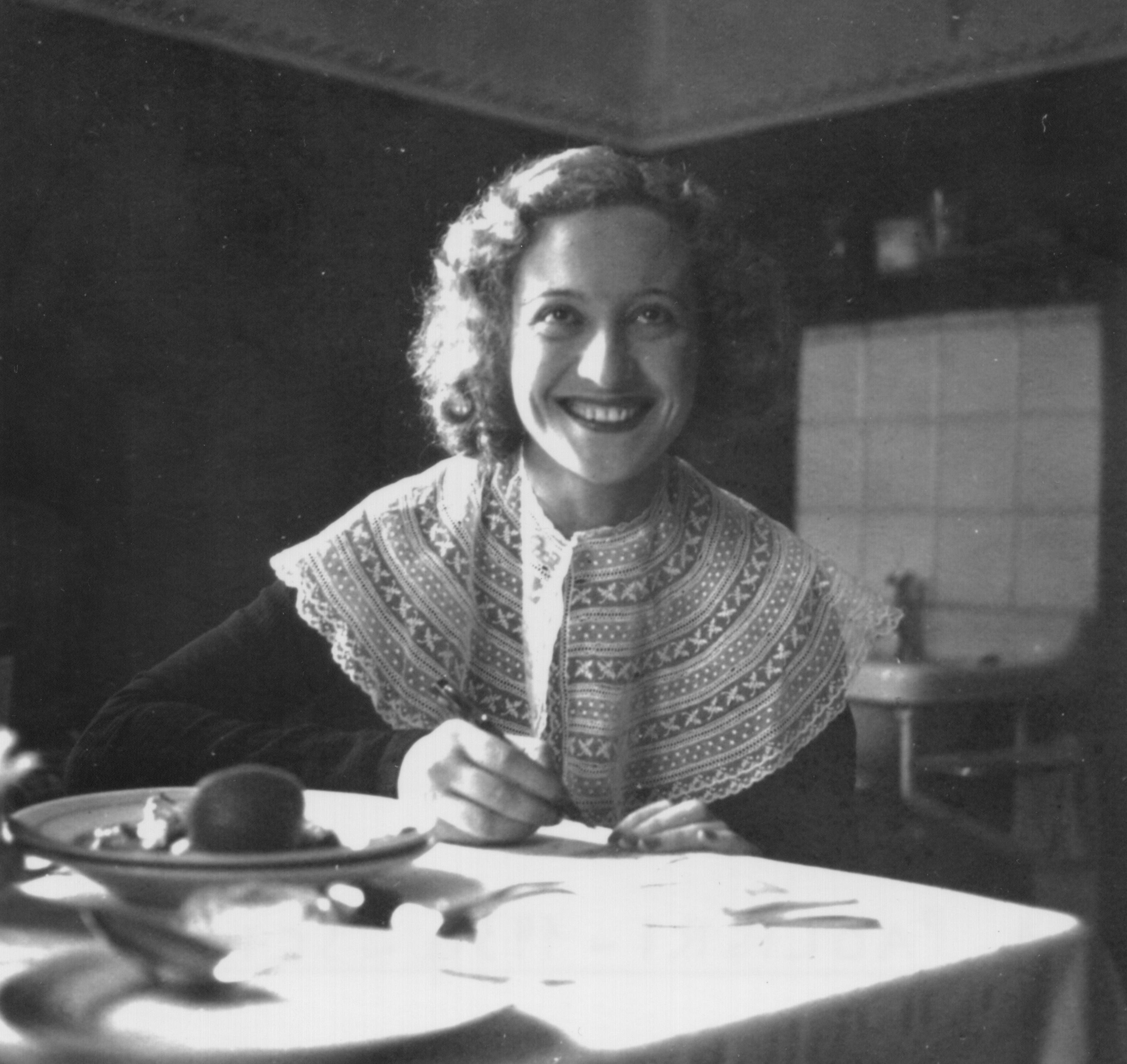
Germana Paolieri

La sua attività comprese oltre centotrenta regie di prosa e trenta regie liriche. Tra le attività del primo periodo (1947-50) si ricordano La dodicesima notte di Shakespeare, Miles gloriosus di Plauto, la Istoria de Jesu Nazareno (dalle Laudi drammatiche umbre del XIII secolo), "Come le foglie" di Giuseppe Giacosa, le Furberie di Scapino di Molière, Medea di Euripide, Zio Vanja di Čechov e altre opere, tra le quali anche novità italiane di Valentino Bompiani, Enzo Biagi, Anna Bonacci, Beniamino Joppolo, Indro Montanelli, Carlo Terron ecc.
Nel periodo di Bolzano (1950-1966) realizzò la prima edizione in Italia del Faust di Goethe nella traduzione di Vincenzo Errante. Faust
interpretato da Mario Mariani, Mefistofele da Ugo Bologna e Margherita da Germana Monteverdi. Nel 1956 mise in scena Re Lear di Shakespeare, con Memo Benassi, Germana Monteverdi e Franca Rame, ma lo spettacolo fu interrotto alla prova generale per la grave malattia che colpì il grande attore italiano; fu ripreso l'anno seguente con Annibale Ninchi, Germana Monteverdi, Mario Mariani  e il giovanissimo debuttante Giulio Brogi. Nel 1959 produsse Donna Rosita nubile di García Lorca, con Marina Dolfin.
Dal 1960 al 1966 diresse tre opere di Luigi Pirandello (Sei personaggi in cerca d'autore, Il berretto a sonagli, O di uno o di nessuno), con attori quali Bruna Tellah, Graziano Giusti e la debuttante Mariangela Melato. Rappresentò opere di Sartre (Le mani sporche), Thornton Wilder (Piccola città), Yeats, Shaw, Goldoni, Cechov, Balzac; tra le novità teatrali diresse opere di Carlo Terron, Paolo Messina, Vladimir Tendriakov, Pierbenedetto Bertoli, Carmen Scano, Gianroberto Cavalli e Indro Montanelli. Tra gli attori iniziarono la loro attività Gino Pernice, Alberto Terrani, Mariagrazia Spina, Alberto Germiniani.
Nel 1967 diresse La Gioconda di D'Annunzio al Vittoriale, con Lydia Alfonsi e Luigi Vannucchi.
Nel periodo di Milano (1968-1975) alternò formazioni comprendenti attori molto celebri, come Ernesto Calindri, Anna Proclemer, Diana Torrieri, Paolo Ferrari, Ilaria Occhini, Renzo Ricci, Eva Magni, Scilla Gabel, Lia Zoppelli ed altri, con altre composte esclusivamente da giovani, con le quali realizzò ad esempio Annuncio a Maria di Claudel, L'acqua si diverte a morire di sete e La Tana di Beniamino Joppolo, Un curioso accidente di Goldoni, Le sedie di Ionesco. Tra i debuttanti di questo periodo si ricordano Valeria Ciangottini, Stefania Casini, Patrizia Milani, Elisabetta Viviani. La fiaba Lo spirito del bosco, scritta dallo stesso Fantasio, fu applaudita da duecentocinquantamila bambini da Milano a Malta. Altri spettacoli di questo periodo furono Il ventaglio di Goldoni, La sacra rappresentazione di Santa Marina di Tullio Pinelli, Pensaci, Giacomino! di Pirandello, L'impiegato di fiducia di Eliot, Il seduttore di Diego Fabbri, Il gabbiano di Cechov, Candida di George Bernard Shaw.
Nel 1970 la Compagnia fece un vasto giro in America Latina (Buenos Aires, Montevideo, Santiago, Lima, Caracas, Rio de Janeiro). Nell'ultimo periodo si ricorda Il costruttore Solness di Ibsen (1975-76), con Raf Vallone e Germana Paolieri. Per la Rai ha realizzato Il ventaglio di Goldoni nel 1966.
Tra le regie liriche si ricordano Elisa di Cherubini per il Maggio Musicale Fiorentino, La traviata di Verdi, con Virginia Zeani e Alfredo Kraus, Manon di Massenet, con Mirella Freni, Falstaff di Verdi, con Giuseppe Taddei, ed inoltre opere di autori contemporanei, quali Roberto Hazon, Andrea Mascagni, Riccardo Malipiero. Ha tradotto in italiano opere teatrali di Euripide, Plauto, Shakespeare, George Bernard Shaw, Ibsen.